# Équipe cycliste La Casera-Peña Bahamontes

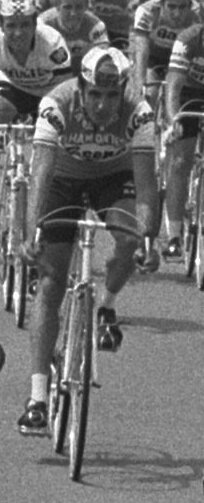
cycliste de l'équipe lors du Tour de France 1973

La Casera-Peña Bahamontes est une équipe cycliste espagnole ayant existé de 1969 à 1974.

## Palmarès
- Subida a Arrate : Joaquín Galera (1970), Pedro Torres (1974)
- Tour de Majorque : Andrés Oliva (1972)
- Tour du Portugal : Jesús Manzaneque (1973)
- Tour des Asturies : Jesús Manzaneque (1973)
- Tour d'Aragon : Jesús Manzaneque (1973)
- Escalade de Montjuïc : Jesús Manzaneque (1973)
- Tour de La Rioja : Jesús Manzaneque (1973, 1974)
- Klasika Primavera : Andrés Oliva (1974)
- Tour de Cantabrie : Antonio Vallori (1974)

### Résultats sur les grands tours
- Tour d'Espagne
  - 5 participations (1970, 1971, 1972, 1973, 1974)
  - 1 victoire d'étape : Juan Zurano en 1973
  - 4 classements annexes :
    - Grand Prix de la montagne : José Luis Abilleira (1973, 1974)
    - Classement combiné : José Luis Abilleira (1974)
    - Classement par équipes : (1973)
- Tour de France :
  - 2 participations (1973, 1974)
  - 1 victoire d'étape : Pedro Torres en 1973
  - 1 classement annexe : Grand Prix de la montagne : Pedro Torres (1973)
- Tour d'Italie :
  - 1 participation (1970)
  - 1 victoire d'étape : Miguel María Lasa en 1970